# Колемореско (Ријети)
Колемореско је насеље у Италији у округу Ријети, региону Лацио.
Према процени из 2011. у насељу је живело 28 становника. Насеље се налази на надморској висини од 915 м.